# Accademia dei Pugni
L'Accademia dei Pugni (anche chiamata Società dei Pugni) fu un'istituzione culturale fondata nel 1761 a Milano.

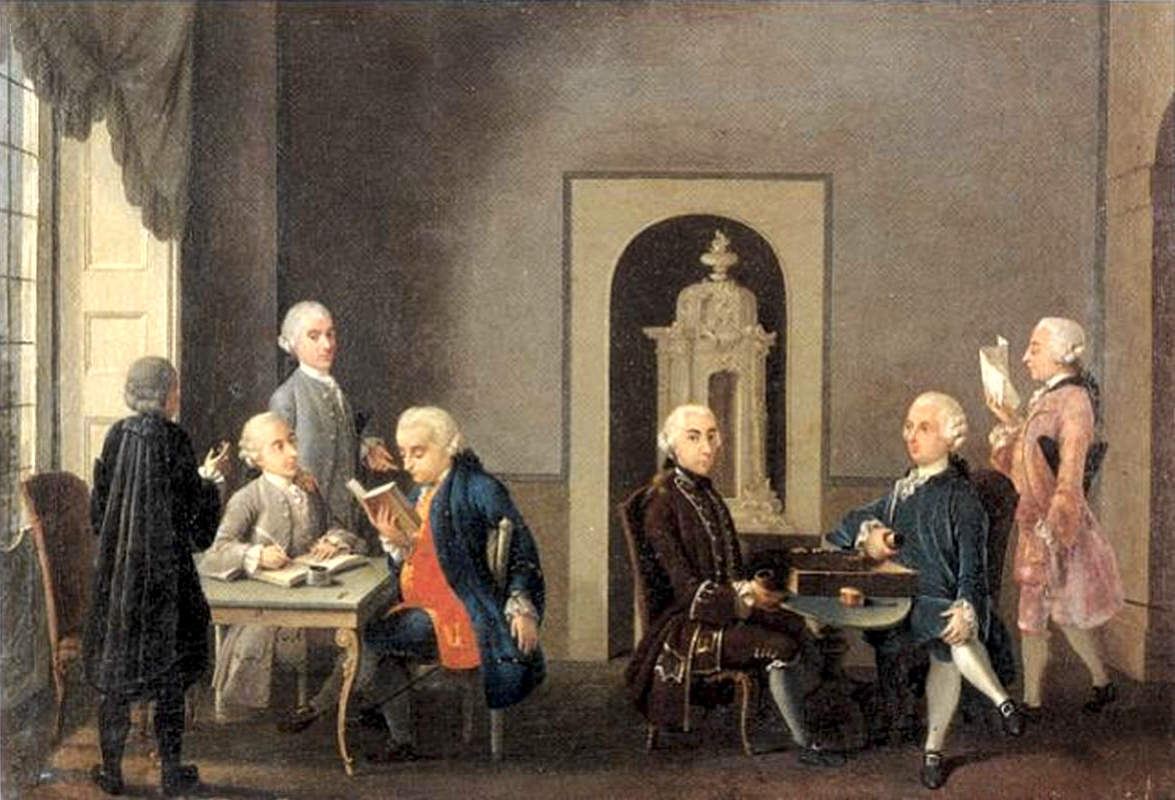
Antonio Perego, L'Accademia dei Pugni. Da sinistra a destra: Alfonso Longo (di spalle), Alessandro Verri, Giambattista Biffi, Cesare Beccaria, Luigi Stefano Lambertenghi, Pietro Verri, Giuseppe Visconti di Saliceto

Creata da Pietro e Alessandro Verri, vi parteciparono molti degli intellettuali illuministi lombardi dell'epoca, tra i quali anche Cesare Beccaria, Luigi Stefano Lambertenghi, Giuseppe Visconti di Saliceto, Pietro Francesco Secco Comneno, Giambattista Biffi. In seguito si aggiungeranno l'abate Alfonso Longo e il barnabita Paolo Frisi.
La spinta del movimento illuministico viene a incontrarsi, dopo la fine della guerra dei sette anni, con il rilancio della politica riformatrice di Maria Teresa d'Asburgo. La maggior parte degli esponenti dell'Illuminismo lombardo si misero in contatto col governo cercando di farlo scendere a compromessi.
L'Accademia, che si riuniva in casa di Pietro Verri in contrada del Monte (oggi via Monte Napoleone), deve il curioso nome all'animosità delle discussioni che vi si svolgevano che metaforicamente venivano descritte "come se si facesse a pugni”.
L'animosità era l'espressione di contrasti di tipo ideologico metodologico, politico, religioso e sociologico. Il fine era trovare un sistema pacifista per sostituire quello del violento dispotismo.
Dall'accademia fu fondata la rivista Il Caffè la cui sospensione nel 1766 segnò la fine delle attività dell'Accademia.